# Diomedea epomophora
El albatros real (Diomedea epomophora) es una especie de ave procelariforme de la familia de los albatros (Diomedeidae). Es la segundo más grande de todas las especies de albatros existentes, con 8,5 kilos de peso, una envergadura media de entre 2,9 y 3,3 metros y la máxima alcanzada fue de 3,5 m.
Hay dos subespecies descritas:
- D. e. epomophora Lesson, 1825 - Cría en las islas Campbell y Auckland.
- D. e. sanfordi Murphy, 1917 - Cría en las islas Chatham y Nueva Zelanda. En ocasiones se la considera una especie aparte.